# Le Parapluie de Simon Leys
Pour les articles homonymes, voir Leys.
Le Parapluie de Simon Leys est une biographie de Simon Leys, parue en 2015, par Pierre Boncenne.

## Présentation
Le Parapluie de Simon Leys est l'œuvre Pierre Boncenne, un ami de Simon Leys. Le parapluie est censé protéger « de la bêtise de la figure intellectualiste perçue de manière péjorative ». 
Pierre Boncenne évoque la vie et le combat de Simon Leys qui, aimant les Chinois et la culture chinoise, se devait de dénoncer les massacres dont le maoïsme est responsable. Avec le  témoignage de Jean Pasqualini et son livre Prisonnier de Mao en 1973, Simon Leys est parmi les premiers à dénoncer la situation en Chine avec  Les Habits neufs du président Mao publié en 1971. Pierre Boncenne s'attache à présenter les relations conflictuelles de l'auteur avec l'intelligentsia parisienne. Il présente notamment l'émission d’Apostrophes où Maria-Antonietta Macciocchi subit les critiques ironiques de Simon Leys. Pierre Boncenne traite aussi son ouvrage La Forêt en feu consacré à la culture et à la politique chinoises.
Outre sa passion pour la Chine, Pierre Boncenne évoque le « marin amoureux de la littérature maritime », un admirateur de George Orwell et d'Anton Tchekhov, un catholique « tolérant » plein d'humour « les hommes qui vont prier pour la pluie se munissent rarement d'imperméables », un intellectuel honnête capable de revoir ses premières appréciations.

## Accueil critique
Pour le critique littéraire Bernard Pivot, Pierre Boncenne par « son écriture élégante et précise, souvent mordante, par son courage, est dans le prolongement des œuvres de son prestigieux ami ». Le journaliste Emmanuel Hecht évoque une « biographie sobre et sensible consacrée à son ami de trente ans ». Avec Pierre Haski, il s'agit d'une « lecture recommandée à tout esprit éclairé ». Pour Philippe Lançon ce « livre permet de vivre ou revivre un demi-siècle de déroute intellectuelle française et de cynisme politique international à travers ce miroir aux alouettes que fut - et demeure - la Chine. ».

## Récompenses
- 2016 : Prix Emile Faguet un des Prix de l'Académie française [7].
- 2015 : Grand prix de la Critique littéraire [8].

## Publication
- Le Parapluie de Simon Leys, Paris, Philippe Rey, 2015, 250 p.,  (ISBN 978-2-84876-446-7)